# Buxus colchica
Buxus colchica és una espècie d'angiosperma de la família Buxaceae pròpia d'Anatòlia i del Caucas. A vegades es considera sinònim de Buxus sempervirens.

## Descripció
Buxus colchica creix com un arbust o arbre perennifoli i pot arribar a fer entre 2 a 12 metres d'alçada. Les fulles principalment oposades són coriàcies i nues. Les fulles són ovades a lanceolades i fan una llargada d'entre 1 a 3 centímetres. Les fulles són de color verd fosc a la part superior i de color verd clar a la part inferior. Les flors són de color groc verdós, creixen en inflorescències en forma de raïm a les aixelles de les fulles. Les flors floreixen entre els mesos de febrer i abril. La càpsula del fruit és en forma ovalada o esfèrica i conté 6 llavors.
El nombre de cromosomes és 2n = 28.

## Distribució i hàbitat
Buxus colchica es troba a Geòrgia, l'Azerbaidjan, Rússia i Turquia des de les costes de la mar Negra fins als 1800 metres aproximadament. Sovint creix com a sotabosc als boscos còlquics humits.
Es troba a la Llista Vermella de la UICN com a ("de risc menor / gairebé amenaçat"), a causa de la disminució dels hàbitats adequats. Tanmateix, s'assenyala que és necessària una nova revisió del perill.

## Malalties
El fong del boix Cylindrocladium buxicola també s'ha estès a Geòrgia des de prop del 2010. Allà amenaça les poblacions de boix del còlquic en diverses àrees protegides de la República Autònoma d'Adjària (Parc Nacional de Kòlkheti, el paisatge protegit del riu Kíntrixi i el Parc Nacional de Mtírala), en què la malaltia ja s'ha produït. El 25 d'abril de 2012, per tant, la Comissió d'Agricultura del Parlament georgià va tractar el tema.

## Taxonomia
Buxus colchica va ser descrita per Antonina Poiarkova i publicada a Flora of USSR 1949.
Etimologia
Buxus: nom genèric que deriva del grec antic bus, llatinitzat buxus, buxum que és nom donat al boix.
colchica: epítet llatí que significa "de Còlquida, a l'Àsia Menor, a l'est del Pont Euxí".